# Епархия Буджалы
Епархия Буджалы (лат. Dioecesis Budialaensis) — епархия Римско-Католической Церкви с центром в городе Буджала, Демократическая Республика Конго. Епархия Буджалы входит в митрополию Мбандаки-Бикоро.

## История
25 ноября 1964 года Римский папа Павел VI издал буллу Qui nullo merito, которой учредил епархий Буджалы, выделив её из епархия Лисалы.

## Ординарии епархии
- епископ François Van den Berghe (1964 — 1974);
- епископ Joseph Bolangi Egwanga Ediba Tasame (1974 — 2009);
- епископ Philibert Tembo Nlandu (2009 — по настоящее время).

## Источник
- Annuario Pontificio, Libreria Editrice Vaticana, Città del Vaticano, 2003, ISBN 88-209-7422-3
- Булла Qui nullo merito, AAS 58 (1965), стр. 825  (лат.)